# Scleria gracillima
Scleria gracillima är en halvgräsart som beskrevs av Johann Otto Boeckeler. Scleria gracillima ingår i släktet Scleria och familjen halvgräs. Inga underarter finns listade i Catalogue of Life.